# Нетаніел Мітчелл-Блейк
Нетаніел Мітчелл-Блейк (англ. Nethaneel Mitchell-Blake; нар. 2 квітня 1994) — британський легкоатлет, який спеціалізується в бігу на короткі дистанції.

## Спортивні досягнення
Володар повного комплекту нагород у естафетному бігу 4×100 метрів на чемпіонатах світу — золото у 2017, срібло у 2019 та бронза у 2022.
Учасник змагань з бігу на 200 метрів на двох Олімпіадах (2016, 2021), де в обох випадках не вдалось пройти до фінального забігу.
На Іграх-2021 брав також участь у естафетному бігу 4×100 метрів, де британська команда, за яку виступав Мітчелл-Блейк, первісно посіла друге місце. Проте, згодом британці були позбавлені нагород через дискваліфікацію одного з членів естафетного квартету (Чиджинду Уджа) за порушення антидопінгових правил.
Бронзовий призер Світових естафет в естафетному бігу 4×100 метрів (2019).
Чемпіон Ігор Співдружності в естафетному бігу 4×100 метрів (2022).
Чемпіон Європи в естафетному бігу 4×100 метрів (2018, 2022).
Срібний призер чемпіонату Європи у бігу на 200 метрів (2018, 2022).
Чемпіон Європи з бігу на 200 метрів серед юніорів (2011).
Чемпіон Великої Британії у бігу на 200 метрів (2017, 2018, 2022).
Дворазовий рекордсмен Європи в естафетному бігу 4×100 метрів — 37,47 (2017; разом із Чиджинду Уджою, Денієлом Телботом, Адамом Джемілі) та 37,36 (2019; разом із Жарнелом Г'юзом, Річардом Кілті, Адамом Джемілі).